# La Légende de Zu
Pour plus de détails, voir Fiche technique et Distribution.
La Légende de Zu (Shǔshān chuán • 蜀山传) est un film sino-hongkongais réalisé par Tsui Hark, sorti en 2001.

## Synopsis
Deux guerriers aux pouvoirs extraordinaires, Xuan et Dan, tentent de joindre leurs forces afin d'arrêter une force maléfique nommée Insomnie. Aidés par Grand Maître Longévité et ses disciples, ils parviennent à leurs fins... enfin presque, puisqu'à la suite d'une erreur de Dan, une goutte de sang du démon réussit à s'échapper et à fusionner avec une partie de la montagne Zu... Chacun des personnages tentera sa chance contre le démon qui habite désormais la montagne. Certains perdront la vie, d'autres y découvriront l'amour ; certains y deviendront des héros, d'autres des démons.

## Fiche technique
- Titre : La Légende de Zu
- Titre original : Shǔshān chuán • 蜀山传
- Titre anglais : The Legend of Zu
- Réalisation : Tsui Hark
- Scénario : Lee Man-choi et Tsui Hark
- Production : Tsui Hark, Wellson Chin, Tiffany Chen, Brian Cox, Charles Heung, Bob et Harvey Weinstein
- Musique : Ricky Ho
- Photographie : Poon Hang-Sang, Herman Yau et William Yim
- Montage Marco Mak
- Pays d'origine :  Hong Kong |  Chine
- Format : Couleurs - 2,35:1 - Dolby Digital / SDDS - 35 mm
- Genre : Film d'action, Film de fantasy, Wu Xia Pian
- Durée : 104 minutes
- Date de sortie : 9 août 2001 (Hong Kong)

## Distribution
- Ekin Cheng : Xuan
- Cecilia Cheung : Ying
- Louis Koo : Dan
- Zhang Ziyi : Joy
- Patrick Tam : Tonnerre
- Kelly Lin : Insomnie
- Sammo Hung : Grand Maître Longévité
- Jacky Wu : Ying

## Récompenses et distinctions
- Prix de la meilleure direction artistique et des meilleurs costumes et maquillages, lors du Golden Horse Film Festival en 2001.
- Nominations pour le prix de la meilleure direction artistique, meilleurs costumes et maquillages, meilleures chorégraphies (Yuen Woo-ping et Yuen Biao), meilleur montage (Marco Mak), meilleurs effets spéciaux et meilleurs effets sonores, lors des Hong Kong Film Awards en 2002.
- Prix du film du mérite, lors des Hong Kong Film Critics Society Awards en 2002.
- Prix des meilleurs effets spéciaux, lors du Asia-Pacific Film Festival 2002.